# بیلی اوانز (بازیکن بسکتبال)
بیلی اوانز (انگلیسی: Billy Evans؛ زادهٔ ۱۳ سپتامبر ۱۹۳۲) بازیکن بسکتبال اهل ایالات متحده آمریکا بود.
از باشگاه‌هایی که در آن بازی کرده‌است می‌توان به کنتاکی وایلدکتز اشاره کرد.
وی در مسابقات کشوری و بین‌المللی در مجموع برندهٔ ۲ مدال طلا شده‌است.